# Himbo
Himbo, palavra-valise de him (ele em inglês) e bimbo, é uma gíria da língua inglesa para classificar um homem que seja musculoso e atraente, mas pouco inteligente. A palavra foi usada pela primeira vez em 1988. Desde então, o termo e o estereótipo que ele descreve geraram uma série de comentários e reações de escritores, artistas, linguistas e analistas culturais.

## Etimologia e definições
Vários dicionários citam 1988 como a primeira vez que a palavra himbo foi usada. Nessa época, a palavra bimbo, que no início do século XX era usada tanto para homens quanto para mulheres, estava sendo usada predominantemente para mulheres, então himbo, uma combinação de "ele" e "bimbo", foi cunhada para se referir especificamente aos homens. The New Partridge Dictionary of Slang and Unconventional English cita uma descrição do Washington Post de 1988 de um "macho himbo que desfilou pela Croisette vestindo uma píton de 5 metros como uma estola em volta dos ombros e pescoço".
O Partridge (A Dictionary of Slang and Unconventional English) define himbo como "um homem objetivado por sua boa aparência e presumida falta de qualidades intelectuais, um homem que trabalha com essa imagem, um gigolô".
A definição do Merriam-Webster é "um homem atraente, mas vazio".
Outro dicionário de gíria enfatiza a conotação sexual da palavra, descrevendo-a como "uma versão masculina de uma bimbo, prostituta ou vagabunda", e usando o exemplo: "Ele é um himbo que dormiria com qualquer coisa que tivesse pulso."

## Sinônimos
Os sinônimos para himbo incluem bimboy, mimbo, boy toy e Blank Chuck.
A versão jamaicana, de acordo com o Dancehall Dictionary, que define himbo como 'um jovem pago por seus serviços sexuais por uma mulher mais velha', é 'girino'.
Alguns comentaristas continuaram no final do século XX e início do século XXI a usar o termo original "bimbo" ao se referir a alguém como um homem não inteligente, vazio ou bruto, como a descrição de Dan Quayle de um repórter ou as reflexões de Stephen Richter sobre Donald Trump.